# Raymonde Naigre
Raymonde Naigre (née le 23 janvier 1960 aux Abymes en Guadeloupe) est une athlète française, spécialiste des épreuves de sprint. 

## Biographie
Elle devient championne de France du 400 mètres en 1983 et 1984 et s'adjuge par ailleurs le titre en salle en 1985. Elle améliore à quatre reprises le record de France du relais 4 × 100 m et le porte à 42 s 84 en finale des Jeux olympiques de 1980, à Moscou, où l'équipe de France se classe cinquième de la finale. 
Raymonde Naigre remporte l'épreuve du 400 m lors des Jeux méditerranéens de 1983, à Casablanca, dans le temps de 52 s 78. Lors des Jeux olympiques de 1984, à Los Angeles, elle termine quatrième du relais 4 × 100 m, associée à Rose-Aimée Bacoul, Liliane Gaschet et Marie-France Loval, échouant à 4/100e seulement de la médaille de bronze.

### Palmarès
| Date | Compétition         | Lieu        | Résultat | Épreuve          |
| ---- | ------------------- | ----------- | -------- | ---------------- |
| 1980 | Jeux olympiques     | Moscou      | 5e       | Relais 4 × 100 m |
| 1983 | Jeux méditerranéens | Casablanca  | 1re      | 400 m            |
| 1983 | Jeux méditerranéens | Casablanca  | 2e       | Relais 4 × 400 m |
| 1984 | Jeux olympiques     | Los Angeles | 4e       | Relais 4 × 100 m |

### Records
| Épreuve   | Performance | Lieu              | Date          |
| --------- | ----------- | ----------------- | ------------- |
| 100 m     | 11 s 36     | Sofia             | 4 août 1979   |
| 200 m     | 22 s 97     | Thonon-les-Bains  | 22 juin 1980  |
| 400 m     | 52 s 61     | Villeneuve-d'Ascq | 30 juin 1984  |
| 4 × 100 m | 42 s 84     | Moscou            | 1er juin 1980 |